# Roadwar 2000
Roadwar 2000 is een computerspel dat werd ontwikkeld en uitgegeven door Strategic Simulations. Het spel kwam in 1986 uit voor de Apple II en de Commodore 64. Later volgde ook andere homecomputers.

## Platforms
| Jaar | Platform                         |
| ---- | -------------------------------- |
| 1986 | Apple II, Commodore 64           |
| 1987 | Amiga, Apple IIgs, Atari ST, DOS |
| 1988 | PC-88, PC-98                     |

## Ontvangst
| Beoordeeld door             | Platform     | Datum         | Score |
| --------------------------- | ------------ | ------------- | ----- |
| Happy Computer              | Atari ST     | 1986          | 78%   |
| Computer Gaming World (CGW) | Apple II     | november 1992 | 50%   |
| Computer Gaming World (CGW) | DOS          | november 1992 | 50%   |
| Computer Gaming World (CGW) | Commodore 64 | november 1992 | 50%   |